# Temporada de huracanes del Pacífico de 2024
La temporada de huracanes del Pacífico de 2024 fue la temporada menos activa desde el 2011, además fue una temporada por debajo de la media en la que se produjeron quince ciclones tropicales en total, de los cuales todos menos uno se convirtieron en tormentas con nombre. De las catorce tormentas con nombre, cinco se convirtieron en huracanes, de los cuales tres se intensificaron hasta convertirse en huracanes mayores. La temporada comenzó oficialmente el 15 de mayo en la cuenca del Pacífico oriental (al este de 140°O) y el 1 de junio en el Pacífico central (entre 140°O y la línea internacional de cambio de fecha); ambas finalizaron el 30 de noviembre de 2024. Estas fechas, adoptadas por convención, describen históricamente el período de cada año en el que se produce la mayor parte de la ciclogénesis subtropical o tropical en estas regiones del océano Pacífico. Por tercer año consecutivo, no hubo ciclones tropicales de pretemporada en ninguna de las cuencas, y la temporada tuvo el inicio más lento de cualquier temporada de huracanes del Pacífico registrada en la era de los satélites, y la primera tormenta tropical del Pacífico oriental, Aletta, no se formó hasta el 4 de julio. La primera y única tormenta tropical del Pacífico central, Hone, se formó el 22 de agosto, convirtiéndose en la primera tormenta con nombre que se desarrolla en la cuenca desde 2019. El último sistema de la temporada, la depresión tropical Catorce-E, se disipó el 7 de noviembre.
Varias tormentas impactaron tierra este año. El huracán Hone dejó lluvias muy fuertes sobre la Isla Grande de Hawái después de pasar cerca de la costa con fuerza de categoría 1. Los remanentes del huracán Gilma impactaron las islas varios días después, aunque ninguno de los dos ciclones causó daños significativos. La tormenta tropical Ileana rozó la costa noroeste de México, lo que provocó inundaciones. El huracán John tocó tierra en el sur de México dos veces después de intensificarse rápidamente hasta convertirse en un huracán de categoría 3, causando 29 muertes y daños estimados en $2.5 billones de dólares. La tormenta más fuerte de la temporada fue el huracán Kristy, que se convirtió en el primer huracán de categoría 5 en el Pacífico en un año sin el fenómeno de El Niño desde Celia en 2010.

## Pronósticos
Antes de cada temporada de huracanes del Pacífico, la Oficina Nacional de Administración Oceánica y Atmosférica de los Estados Unidos (NOAA) y el Servicio Meteorológico Nacional (SMN) de México emiten pronósticos de la actividad de los huracanes. Estos incluyen cambios semanales y mensuales en factores importantes que ayudan a determinar la cantidad de tormentas tropicales, huracanes y huracanes importantes dentro de un año en particular. 
Según la Oficina Nacional de Administración Oceánica y Atmosférica de los Estados Unidos (NOAA), la temporada promedio de huracanes del Pacífico oriental entre 1991 y 2020 contuvo aproximadamente 15 tormentas tropicales, 8 huracanes, 4 huracanes mayores, con un índice de Energía Ciclónica Acumulada (ACE) casi normal entre 80 y 115. En términos generales, ACE es una medida del poder de una tormenta tropical o subtropical multiplicado por el tiempo que existió. Solo se calcula para avisos completos sobre sistemas tropicales y subtropicales específicos que alcanzan o superan velocidades de viento de 39 mph (63 km/h). El Oficina Nacional de Administración Oceánica y Atmosférica (NOAA) normalmente clasifica una temporada como superior al promedio, promedio o inferior al promedio según el índice ACE acumulativo, pero a veces también se considera la cantidad de tormentas tropicales, huracanes y huracanes importantes dentro de una temporada de huracanes.
El 6 de mayo de 2024, el Servicio Meteorológico Nacional (SMN) emitió su pronóstico para la temporada, pronosticando un total de 15 a 18 tormentas con nombre en desarrollo, con 7 a 9 huracanes y 3 a 4 huracanes mayores. El 23 de mayo de 2024, la Oficina Nacional de Administración Oceánica y Atmosférica de los Estados Unidos (NOAA) publicó su pronóstico, pidiendo una temporada por debajo de lo normal con entre 11 y 17 tormentas con nombre en general, entre 4 y 9 huracanes, entre 1 y 4 huracanes mayores y un índice ACE del 50% al 110% de la mediana.

## Resumen de temporada
| Rank | Daños totales     | Año  |
| ---- | ----------------- | ---- |
| 1    | ≥$13.071 billones | 2023 |
| 2    | $4.64 billones    | 2013 |
| 3    | $3.15 billones    | 1992 |
| 4    | >$2.51 billones   | 2024 |
| 5    | $1.62 billones    | 2010 |
| 6    | ≥$1.577 billones  | 2018 |
| 7    | $1.52 billones    | 2014 |
| 8    | $834 millones     | 1982 |
| 9    | $760 millones     | 1998 |
| 10   | $720 millones     | 1994 |

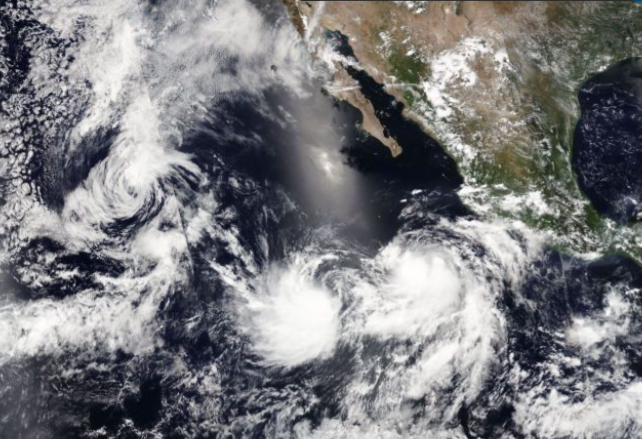
Cuatro tormentas tropicales activas sobre la cuenca del Pacífico oriental el 5 de agosto. De izquierda a derecha están las tormentas tropicales Carlotta, Daniel, Emilia y Fabio.

Oficialmente, la temporada de huracanes comenzó el 15 de mayo en el Pacífico oriental, el 1 de junio en el Pacífico central y ambas finalizarán el 30 de noviembre de 2024. En total se formaron trece ciclones tropicales, once de los cuales se convirtieron en tormentas con nombre. Cuatro se convirtieron en huracanes y dos de ellos se intensificaron hasta convertirse en huracanes importantes. El índice de la Energía Ciclónica Acumulada (ECA) de esta temporada fue 83.35 unidades.
La temporada comenzó inusualmente tranquila, con varias semanas de inactividad en toda la cuenca. El primer sistema, la tormenta tropical Aletta, de corta duración, se formó el 4 de julio, lo que la convirtió en el último ciclón tropical del Pacífico con nombre en formarse en la era de los satélites. Le siguió casi tres semanas después la tormenta tropical Bud. Una semana después, el 31 de julio, el huracán Carlotta se formó a partir de un área de baja presión y luego se convirtió en el primer huracán de la temporada. Tres tormentas más se formaron en rápida sucesión durante la primera semana de agosto: Daniel, Emilia y Fabio. Después de una pausa en la actividad, la ciclogénesis tropical se reanudó a fines de agosto con la formación del huracán Gilma el 18 de agosto. Gilma se convirtió en el primer gran huracán de la temporada el 22 de agosto. El huracán Hone también se desarrolló en la cuenca del Pacífico central el 22 de agosto, convirtiéndose en el primer ciclón tropical que se forma en esa cuenca en cinco años. A ellos se unió la tormenta tropical Héctor el 25 de agosto en el Pacífico oriental. Más tarde, Hone se desplazaría fuera de la cuenca hacia el Pacífico occidental. Hone y Gilma fueron los únicos ciclones tropicales del Pacífico central este año. Más tarde, Hone se desplazaría fuera de la cuenca hacia el Pacífico occidental. Hone y Gilma fueron los únicos ciclones tropicales del Pacífico central este año.
Una pausa de dos semanas en la actividad llegó a su fin cuando se formó la tormenta tropical Ileana el 12 de septiembre. La tormenta rozó el noroeste de México dos veces antes de disiparse. El huracán John se desarrolló más de una semana después y se intensificó rápidamente hasta convertirse en el segundo gran huracán de la temporada antes de tocar tierra en el sur de México. A fines de octubre, el huracán Kristy se formó frente a las costas del sur de México, en parte a partir de los restos de la tormenta tropical Nadine de la cuenca atlántica, y se intensificó hasta alcanzar la categoría 5 en mar abierto. Fue el primer huracán de categoría 5 en el Pacífico en un año sin el fenómeno de El Niño desde Celia en 2010. La tormenta tropical Lane y la depresión tropical Catorce-E se desarrollaron a principios de noviembre; ambos sistemas permanecieron en el mar.

## Ciclones tropicales

### Tormenta tropical Aletta
El 29 de junio de 2024, el Centro Nacional de Huracanes (NHC) señaló que podría formarse un área de baja presión frente a las costas de México. El 2 de julio se formó una amplia zona de baja presión al sur de la costa de México. Los aguaceros y tormentas eléctricas dentro de la perturbación se organizaron mejor a partir del día siguiente y se formó la depresión tropical 1-E durante la mañana del 4 de julio. Intensificándose, el sistema compacto se convirtió en la tormenta tropical Aletta unas horas más tarde. Sin embargo, al día siguiente, Aletta se debilitó hasta convertirse en una depresión tropical debido a una cizalladura moderada del viento. Un entorno cada vez más marginal provocó que Aletta degenerara en un remanente de baja presión unas horas más tarde.

### Tormenta tropical Bud
Una onda tropical salió de la costa de África el 10 de julio de 2024. La onda se acercó a América Central más de una semana después, interactuando con la vaguada monzónica del Pacífico oriental. La perturbación combinada continuó hacia el oeste y comenzó a organizar su actividad de lluvias y tormentas eléctricas el 23 de julio al suroeste de México. El sistema finalmente se organizó en una depresión tropical a las 12:00 UTC del 24 de julio, aproximadamente a 400 millas náuticas al sur de Cabo San Lucas. Bud se desplazó hacia el noroeste, y a pesar de estar envuelto en un ambiente de aire seco, el sistema logró fortalecerse modestamente y alcanzó su máxima intensidad a las 6:00 UTC del 25 de julio, con vientos máximos sostenidos de 60 mph (97 km/h) y una presión barométrica mínima de 1.001 mbar (29,6 inHg). El movimiento continuo a través de un ambiente de aire seco hizo que Bud se debilitara más tarde ese día y la tormenta degeneró en un ciclón postropical al día siguiente. El remanente de Bud se desplazó hacia el suroeste hasta disiparse el 29 de julio.

### Huracán Carlotta
En la noche del 25 de julio, el NHC observó que era probable que se formara un área de baja presión a varios cientos de millas de la costa de México. Menos de dos días después, el 27 de julio, el NHC comenzó a rastrear una onda tropical al sur de Guatemala y el sur de México. Ubicada en un entorno propicio para el desarrollo, la circulación de la baja presión se había definido mejor el 29 de julio. La perturbación se organizó en la depresión tropical 3-E el 31 de julio. Las condiciones ambientales favorables permitieron que la depresión se intensificara hasta convertirse en la tormenta tropical Carlotta seis horas después. Carlotta se fue organizando cada vez mejor durante los siguientes días y, después de pasar justo al norte de la isla Clarion a principios del 2 de agosto, se fortaleció hasta convertirse en un huracán. Sin embargo, las temperaturas de la superficie del mar más frías hicieron que Carlotta se debilitara hasta convertirse en una tormenta tropical dos días después. Carlotta perdió la mayor parte de su convección profunda a última hora de ese día dentro de un entorno estable con temperaturas de superficie del mar (TSM) aún más frías. La tormenta degeneró en un nivel bajo remanente a última hora del 5 de agosto. El remanente de baja presión se desplazó hacia el suroeste antes de disiparse en aguas abiertas el 8 de agosto.

### Tormenta tropical Daniel
El 26 de julio de 2024, el Centro Nacional de Huracanes (NHC) destacó un área en la parte occidental de la cuenca para un posible desarrollo ciclónico.  Varios días después, el 3 de agosto, el área de desarrollo se convirtió en la tormenta tropical Daniel. Daniel tuvo dificultades para organizarse mientras serpenteaba en un entorno de cizalladura del viento moderada y aire seco. Al moverse hacia el noreste alrededor de la circulación más grande del huracán Carlotta, Daniel se integró cada vez más y se volvió menos distintivo de la Zona de Convergencia Intertropical circundante. Daniel se debilitó a depresión tropical en la tarde del 5 de agosto. La tormenta se convirtió en un canal más tarde ese día.

### Tormenta tropical Emilia
El 3 de agosto, el Centro Nacional de Huracanes (NHC) comenzó a monitorear una perturbación tropical muy al sur de la península de Baja California y al oeste de otra perturbación en desarrollo. Al día siguiente, el sistema se convirtió rápidamente en la depresión tropical 5-E. El ciclón recién formado se fortaleció y se convirtió en la tormenta tropical Emilia a principios del 5 de agosto. La perturbación al este de Emilia se convirtió en la tormenta tropical Fabio el mismo día, y los ciclones comenzaron a interactuar entre sí. Emilia fue ganando fuerza y se convirtió en la tormenta dominante en su interacción con Fabio. Después de moverse inicialmente hacia el sur, la tormenta gradualmente giró hacia el oeste y luego hacia el norte alrededor de Fabio. Emilia alcanzó su máxima intensidad a primera hora del 7 de agosto, con vientos máximos sostenidos de 115 km/h (70 mph) y una presión central mínima de 29,2 inHg (988 mbar). Más tarde ese día, Emilia absorbió los restos de Fabio mientras aceleraba hacia el norte. Emilia se dirigió hacia aguas más frías y comenzó a debilitarse rápidamente. La tormenta produjo poca convección organizada al día siguiente, cuando cruzó la isoterma de 24° C (75 °F) hacia temperaturas de superficie del mar (TSM) aún más frías. La tormenta degeneró en un remanente de baja presión post tropical a las 03:00 UTC del 9 de agosto, a unas 980 millas (1580 km) al oeste del extremo sur de la península de Baja California.

### Tormenta tropical Fabio
El 5 de agosto de 2024, una perturbación tropical situada al suroeste de la costa suroeste de México, muy cerca de la tormenta tropical Emilia, se convirtió en la tormenta tropical Fabio. Fabio se desplazó rápidamente hacia el noroeste alrededor de Emilia, donde fue ganando fuerza y se organizó mejor en un entorno termodinámico favorable. La tormenta alcanzó su máxima intensidad a principios del 6 de agosto, con vientos máximos sostenidos de 105 km/h y una presión central mínima de 993 milibares. Sin embargo, la interacción continua con Emilia, más grande y fuerte, hizo que Fabio comenzara a debilitarse rápidamente ese mismo día. La tormenta degeneró en un ciclón postropical en la tarde del 7 de agosto, al sucumbir a un entorno cada vez más desfavorable. Sus restos fueron absorbidos por Emilia poco después.

### Huracán Gilma
El 13 de agosto de 2024, el Centro Nacional de Huracanes (NHC) señaló la posibilidad de que se desarrolle un área de baja presión frente a la costa del sur de México. Dos días después, el centro de huracanes detectó que una onda tropical que se movía por la zona estaba produciendo actividad desorganizada de lluvias y tormentas eléctricas. El área de baja presión se desarrolló en asociación con la onda del 16 de agosto, y la perturbación resultante se organizó en la depresión tropical Siete-E a principios del 18 de agosto. La depresión se fortaleció y se convirtió en tormenta tropical Gilma doce horas después. Gilma se fortaleció de manera constante a pesar de la cizalladura moderada del viento mientras atravesaba un entorno de temperaturas de superficie del mar cálidas y alta humedad. A primera hora del 21 de agosto, Gilma se fortaleció y se convirtió en un huracán de categoría 1. Luego, Gilma atravesó un período de rápida intensificación, con vientos que aumentaron en 35 mph (55 km/h) en 24 horas, alcanzando una fuerza de categoría 2. Al día siguiente, Gilma se convirtió en el primer gran huracán de la temporada al alcanzar la categoría 3. Después de alcanzar inicialmente un pico de categoría 3, Gilma se debilitó debido a temperaturas de superficie del mar marginalmente cálidas, y tocó fondo como un huracán de categoría 1 el 24 de agosto. Sin embargo, Gilma comenzó a reorganizarse inesperadamente y el sistema se intensificó rápidamente hasta alcanzar el estado de huracán mayor más tarde ese mismo día; Gilma posteriormente alcanzó su máxima intensidad como huracán de categoría 4. El aire más seco y el paso continuo sobre temperaturas de superficie del mar marginalmente cálidas hicieron que Gilma se debilitara nuevamente y la tormenta cayó por debajo del nivel de huracán mayor por segunda vez el 25 de agosto. Después de otra breve fluctuación en intensidad, Gilma comenzó a debilitarse rápidamente a medida que ingresaba a la cuenca del Pacífico Central. Gilma continuaría debilitándose rápidamente en condiciones desfavorables con cizalladura del viento extrema, y se disipó el 29 de agosto, aproximadamente a 185 millas (300 kilómetros) al este-noreste de Hilo, Hawaii.
Los restos de Gilma afectaron a Hawái. La Guardia Costera y la Marina de los Estados Unidos rescataron un barco que se encontraba varado al este de Hawái antes de que se acercara la tormenta; se encontró a una persona muerta a bordo. Debido a que la tormenta se disipó antes de llegar al estado, el impacto fue mínimo.

### Huracán Hone
El 15 de agosto de 2024, el NHC señaló que un área de baja presión podría formarse al sureste de las islas hawaianas. Dos días después, cuando se formó la perturbación, el NHC observó que otra área de baja presión podría desarrollarse en las proximidades de la primera perturbación. Para el 20 de agosto, ambas perturbaciones se habían formado y se habían fusionado en un área más grande de actividad de lluvias y tormentas eléctricas. La perturbación fusionada se desarrolló de manera constante y el 22 de agosto se organizó en la depresión tropical Uno-C. Seis horas más tarde, tras una mayor intensificación, el CPHC elevó la categoría de One-C a tormenta tropical Hone. Hone se fortaleció gradualmente durante el 23 y 24 de agosto. A pesar de carecer de mucha convección profunda, Hone tenía un campo de nubes bien definido y se movía sobre aguas moderadamente cálidas. Hone desarrolló una convección más profunda y bandas convectivas a medida que se intensificaba. La tormenta se desplazó justo al norte del oeste bajo la influencia de una dorsal subtropical situada al norte. Siguiendo esta trayectoria, a las 08:00 UTC del 25 de agosto, Hone se fortaleció y se convirtió en un huracán de categoría 1. En ese momento, el sistema pasó a unos 95 km al sur de Ka Lae, el punto más al sur de la Gran Isla de Hawái. Pero al día siguiente, el aire más seco y el aumento de la cizalladura del viento hicieron que Hone se debilitara y volviera a ser una tormenta tropical. Perdiendo gradualmente la convección profunda y la organización, Hone continuó debilitándose en aguas abiertas. A primera hora del 30 de agosto, Hone se debilitó a depresión tropical, antes de sufrir una ráfaga persistente de convección que convirtió al sistema en tormenta tropical nuevamente a primera hora del día siguiente. Finalmente, Hone y la baja presión se fusionaron, lo que dio como resultado la transición extratropical del sistema el 1 de septiembre.

### Tormenta tropical Héctor
El 18 de agosto de 2024, el NHC comenzó a observar un sistema muy al sur de la costa de México con potencial de desarrollo lento. Cuatro días después, el 22 de agosto, una amplia zona de baja presión que producía lluvias y tormentas eléctricas desorganizadas, principalmente al oeste de su centro, se formó muy al sur del extremo sur de la península de Baja California. En la tarde del 25 de agosto, la perturbación tropical había desarrollado una circulación superficial bien definida con vientos máximos sostenidos de 45 mph (75 km/h) y se actualizó a tormenta tropical Héctor. La cizalladura del viento del lado opuesto y el paso sobre temperaturas de superficie del mar frías, que quedaron como consecuencia del huracán Gilma, impidieron que Héctor se fortaleciera mucho. Héctor se fortaleció ligeramente el 26 de agosto y alcanzó su máxima intensidad, con vientos máximos sostenidos de 60 mph (95 km/h) y una presión central mínima de 998 mbar (29,5 inHg). Las continuas condiciones ambientales desfavorables hicieron que Héctor se volviera gradualmente menos organizado a partir de entonces, con una cizalladura del viento moderada que expuso el centro de circulación de bajo nivel de Héctor. Héctor continuó debilitándose y la tormenta se convirtió en una vaguada a principios del 29 de agosto.

### Tormenta tropical Ileana
El 10 de septiembre de 2024 se desarrolló un área de baja presión cerca de la costa suroeste de México. El sistema se organizó en la depresión tropical Nueve-E a principios del 12 de septiembre y se fortaleció aún más hasta convertirse en la tormenta tropical Ileana seis horas después. Con su centro ubicado justo al oeste de Jalisco, Ileana experimentaría un fortalecimiento gradual, alcanzando un pico más tarde ese mismo día con vientos máximos sostenidos de 50 mph (85 km/h), manteniendo ese pico durante aproximadamente un día antes de debilitarse a una tormenta tropical de gama baja mientras bordeaba la costa de Baja California Sur. La tarde del 14 de septiembre, la tormenta tocó tierra en la costa de Sinaloa con la misma intensidad. Ileana, que se estancó cerca de Sinaloa sobre el Golfo de California, finalmente se debilitó a depresión tropical a principios del 15 de septiembre a medida que su convección profunda se disipaba. La tormenta degeneró en un nivel bajo remanente seis horas más tarde.
Las fuertes lluvias afectaron a varios estados de México. En Sinaloa, las inundaciones inundaron varias casas en Guasave, mientras que en Ahome y Topolobampo se produjeron cortes de electricidad. En San José del Cabo, los deslaves y las graves inundaciones bloquearon carreteras; las inclemencias del tiempo provocaron la cancelación de vuelos y el cierre de puertos. Las fuertes lluvias también inundaron Hidalgo y San Luis Potosí. No se reportaron daños mayores por la tormenta.

### Huracán John
El 21 de septiembre de 2024, un área de baja presión que produce lluvias y tormentas eléctricas desorganizadas se formó frente a la costa del sur de México. El sistema se organizó mejor al día siguiente y alcanzó una circulación superficial cerrada, lo que resultó en la formación de la Depresión Tropical Ten-E en la tarde del 22 de septiembre, a unas 175 millas (280 km) al sur de Punta Maldonado, Guerrero. El sistema continuó desarrollándose esa noche y se fortaleció hasta convertirse en tormenta tropical John a las 06:00 UTC de la mañana siguiente. El 23 de septiembre, mientras se desplazaba lentamente hacia el noreste, atrapado en el flujo del suroeste asociado con la vaguada monzónica cerca de América Central, John comenzó a intensificarse rápidamente. Se convirtió en un huracán de categoría 1 a las 17:45 UTC de ese mismo día y, luego, solo nueve horas después, alcanzó la intensidad de huracán mayor de categoría 3 con vientos sostenidos de 120 mph (195 km/h). Fue con esa intensidad que John tocó tierra, a unas 25 millas (40 km) al noroeste de Punta Maldonado a las 03:20 UTC del 24 de septiembre. John se debilitó rápidamente tierra adentro y sus vientos cayeron a fuerza de tormenta tropical unas 12 horas después.
A primera hora de la tarde de ese mismo día, las imágenes satelitales y las observaciones de superficie mostraron que John había degenerado en un remanente de baja presión. También mostraron que una vaguada alargada asociada en parte con los remanentes de John parecía estar formándose frente a la costa del sur y suroeste de México en medio de condiciones propicias para el nuevo desarrollo tropical. La vaguada produjo una gran zona de actividad de lluvias y tormentas eléctricas y comenzó a mostrar signos de organización el 25 de septiembre. A las 15:00 UTC, John se transformó en tormenta tropical. John se volvió a intensificar al acercarse a la costa suroeste de México y se convirtió en huracán por segunda vez a las 12:00 UTC del 26 de septiembre. La continua interacción con la tierra hizo que John se debilitara y volviera a ser una tormenta tropical, y tocó tierra por segunda y última vez a las 18:00 UTC del 27 de septiembre. El centro de la superficie de John se disipó poco después.
John provocó inundaciones extremas en el sur de México que mataron a veintinueve personas en tres estados. El presidente de la Cámara de Comercio, Servicios y Turismo de Acapulco, Alejandro Martínez Sidney, explicó que las pérdidas por John en Guerrero se estiman entre 1 y 1,500 millones de pesos (51.7 y 77.6 millones de dólares). Según el gobierno municipal de Acapulco, las pérdidas totales rondan los 50 mil millones de pesos (2 mil 500 millones de dólares).

### Depresión Tropical Once-E
Un área de baja presión se formó frente a la costa sur de México en el Golfo de Tehuantepec el 30 de septiembre. Las lluvias y tormentas eléctricas asociadas con la baja presión se organizaron mejor al día siguiente. Esta tendencia continuó y en la tarde del 1 de octubre se formó la depresión tropical Once-E a unas 85 millas (140 km) al sur-sureste de Salina Cruz, Oaxaca. La depresión se desplazó hacia el suroeste el 2 de octubre, mientras experimentaba una interacción binaria con una perturbación cercana, que absorbió. La depresión continuó produciendo una gran área de convección, aunque mal organizada, al día siguiente y se acercó a la fuerza de tormenta tropical. Sin embargo, los fuertes vientos del Istmo de Tehuantepec interrumpieron la circulación, lo que provocó que el sistema degenerara en una vaguada abierta con fuerza de vendaval esa tarde. Los restos del sistema interactuaron con un frente estacionario y un área de baja presión en el Golfo de México, facilitando la formación del huracán Milton en la cuenca atlántica.
Aunque se mantuvo débil, la depresión provocó fuertes lluvias en siete estados mexicanos, provocando desbordamientos de ríos y arroyos. Tan solo en Veracruz hubo que rescatar a decenas de personas. Se ordenó la evacuación de al menos 1.000 personas debido a la tormenta.

### Huracán Kristy
El 20 de octubre, los remanentes de la tormenta tropical Nadine de la cuenca atlántica ingresaron al Pacífico oriental, donde ayudaron a facilitar el desarrollo de una vaguada de baja presión en el Golfo de Tehuantepec. En medio de un ambiente favorable, el desarrollo tropical comenzó tarde ese mismo día y persistió hasta el día siguiente. En consecuencia, la tormenta tropical Kristy se formó en la tarde del 21 de octubre, a unas 275 millas (440 km) al sur-suroeste de Acapulco, Guerrero. El 21 de octubre, la tormenta se fortaleció de manera constante. La convección persistente comenzó a envolver un núcleo interno en desarrollo y las nubes cirros de alto nivel que cubrían el ojo comenzaron a despejarse. Esa tarde, Kristy se intensificó hasta convertirse en un huracán de categoría 1. A lo largo del día, Kristy siguió una trayectoria generalmente hacia el oeste alejándose de la costa de México, guiada por una dorsal subtropical de capas profundas. El ritmo de fortalecimiento se aceleró y a las 15:00 UTC, Kristy se había intensificado rápidamente hasta convertirse en un huracán de categoría 3. El sistema continuó intensificándose rápidamente durante la tarde, convirtiéndose en un huracán de categoría 4 unas horas más tarde. La intensidad de Kristy luego disminuyó un poco, ya que su ojo se nubló y la estructura convectiva se expandió debido a un ciclo de reemplazo de la pared del ojo. Posteriormente, Kristy se volvió a intensificar y se convirtió en un huracán de categoría 5, con vientos de 160 mph (260 km/h). Mientras se encontraba en su punto máximo de intensidad, el ojo de la tormenta estaba rodeado por un anillo relativamente simétrico de intensa convección profunda. Unas horas después de que Kristy alcanzara su punto máximo de intensidad, los datos satelitales indicaron que se había debilitado nuevamente hasta alcanzar la categoría 4. El sistema siguió perdiendo organización, ya que su ojo se llenó de nubes y el patrón convectivo se volvió más asimétrico debido a la cizalladura del viento del sur al suroeste. En consecuencia, en la mañana del 25 de octubre, Kristy se debilitó a una tormenta de categoría 3. Más tarde, el sistema giró hacia el noroeste y se adentró en un entorno de cizalladura del viento cada vez más hostil, debilitando la pared del ojo y desplazando la convección. Más tarde ese mismo día, la cizalladura del viento aumentó a aproximadamente 35 mph (55 km/h) y Kristy se debilitó a categoría 2. Esta tendencia de debilitamiento continuó el 26 de octubre, cuando el centro de bajo nivel de la tormenta quedó expuesto al sur de la circulación de nivel medio en disminución, lo que provocó que el sistema se debilitara por debajo de la fuerza de un huracán. Se produjo una mayor degradación y Kristy pasó a ser un ciclón postropical en la mañana del 27 de octubre, muy al oeste del extremo sur de la península de Baja California.

### Tormenta tropical Lane
El 28 de octubre, se formó una zona débil de baja presión a unos 1.610 kilómetros (1.000 millas) al suroeste de la costa suroeste de México. Dos días después, la baja presión se hizo más definida, aunque la actividad de lluvias y tormentas eléctricas permaneció desorganizada. Luego, en la tarde del 1 de noviembre, se convirtió en la depresión tropical Trece-E. A primera hora de la mañana siguiente, el sistema se fortaleció un poco y se convirtió en tormenta tropical Lane. El 3 de noviembre, Lane entró en un entorno hostil que ya no favorecía al ciclón tropical y a las 15:00 UTC, Lane se disipó en un bajo remanente.

### Depresión tropical Catorce-E
A última hora del 5 de noviembre de 2024, las lluvias y tormentas eléctricas asociadas con un sistema de baja presión bien definido al suroeste de la costa suroeste de México comenzaron a mostrar signos de desarrollo tropical. Se formó una convección profunda sobre la circulación de niveles bajos y se desarrollaron cimas de nubes frías persistentes. Luego, a la mañana siguiente, la depresión tropical Catorce-E se desarrolló a unas 490 millas (790 km) al oeste-suroeste de Acapulco, Guerrero. Sin embargo, no mantuvo una circulación bien definida por mucho tiempo y la depresión degeneró en una vaguada abierta a principios del 7 de noviembre.

## Nombres de los ciclones tropicales
Los siguientes nombres se usaron para tormentas con nombre que se forman en el noreste del océano Pacífico durante 2024. Esta es la misma lista utilizada en la temporada de 2018. Los nombres retirados, si los hay, se anunciarán en las sesión XLVII de la RA VI Hurricane Committee en la primavera de 2025. Los nombres no retirados de esta lista se usarán nuevamente en la temporada de 2030.
| - Aletta - Bud - Carlotta - Daniel - Emilia - Fabio - Gilma - Héctor | - Ileana - John - Kristy - Lane - Miriam (sin usar) - Norman (sin usar) - Olivia (sin usar) - Paul (sin usar) | - Rosa (sin usar) - Sergio (sin usar) - Tara (sin usar) - Vicente (sin usar) - Willa (sin usar) - Xavier (sin usar) - Yolanda (sin usar) - Zeke (sin usar) |

Para las tormentas que se forman en el área de responsabilidad del Centro de Huracanes del Pacífico Central, que abarca el área entre 140 grados al oeste y la Línea internacional de cambio de fecha, todos los nombres se utilizan en una serie de cuatro listas rotatorias. Los siguientes cuatro nombres que se programarán para su uso en la temporada de 2024 se muestran a continuación de esta lista.
| - Hone - Iona (sin usar) | - Keli (sin usar) - Lala (sin usar) |

### Nombres retirados
El 2 de abril de 2025, durante la XLVI sesión de la RA VI Hurricane Committee de la Organización Meteorológica Mundial retiró el nombre  de John debido a los cuantiosos daños y perdidas humanas que habían provocado en Pacífico Oriental. Será reemplazado por Jake en la temporada de 2030.

## Estadísticas de temporada
Esta es una tabla de todas los sistemas que se han formado en la temporada de 2024. Incluye su duración, nombres, áreas afectada(s), indicados entre paréntesis, daños y muertes totales. Las muertes entre paréntesis son adicionales e indirectas, pero aún estaban relacionadas con esa tormenta. Los daños y las muertes incluyen totales mientras que la tormenta era extratropical, una onda o un baja, y todas las cifras del daño están en USD 2024.
| DT | TT | 1 | 2 | 3 | 4 | 5 |

| Nombre                  | Fechas activo                  | Categoría de tormenta en intensidad máxima | Vientos máx. (km/h) | Presión min (hPa) | ACE     | Áreas afectadas              | Áreas afectadas  | Áreas afectadas | Daños (en millones USD) | Muertos |
| Nombre                  | Fechas activo                  | Categoría de tormenta en intensidad máxima | Vientos máx. (km/h) | Presión min (hPa) | ACE     | Lugar                        | Fecha            | Vientos (km/h)  | Daños (en millones USD) | Muertos |
| ----------------------- | ------------------------------ | ------------------------------------------ | ------------------- | ----------------- | ------- | ---------------------------- | ---------------- | --------------- | ----------------------- | ------- |
| Aletta                  | 4 – 5 de julio                 | Tormenta tropical                          | 65 (40)             | 1005              | 0.3675  | Ninguno                      | Ninguno          | Ninguno         | Ninguno                 | 0       |
| Bud                     | 24 – 26 de julio               | Tormenta tropical                          | 95 (60)             | 1001              | 1.1875  | Ninguno                      | Ninguno          | Ninguno         | Ninguno                 | 0       |
| Carlotta                | 31 de julio – 6 de agosto      | Huracán categoría 1                        | 150 (90)            | 979               | 7.9525  | Ninguno                      | Ninguno          | Ninguno         | Ninguno                 | 0       |
| Daniel                  | 3 – 6 de agosto                | Tormenta tropical                          | 65 (40)             | 1006              | 1.225   | Ninguno                      | Ninguno          | Ninguno         | Ninguno                 | 0       |
| Emilia                  | 4 – 8 de agosto                | Tormenta tropical                          | 110 (70)            | 988               | 3.575   | Ninguno                      | Ninguno          | Ninguno         | Ninguno                 | 0       |
| Fabio                   | 5 – 7 de agosto                | Tormenta tropical                          | 100 (65)            | 995               | 1.91    | Ninguno                      | Ninguno          | Ninguno         | Ninguno                 | 0       |
| Gilma                   | 18 – 29 de agosto              | Huracán categoría 4                        | 215 (130)           | 950               | 27.905  | Ninguno                      | Ninguno          | Ninguno         | Ninguno                 | 0       |
| Hone                    | 22 de agosto – 1 de septiembre | Huracán categoría 1                        | 140 (85)            | 988               | 7.925   | Ninguno                      | Ninguno          | Ninguno         | Ninguno                 | 0       |
| Héctor                  | 25 – 29 de agosto              | Tormenta tropical                          | 85 (50)             | 1000              | 2.52    | Ninguno                      | Ninguno          | Ninguno         | Ninguno                 | 0       |
| Ileana                  | 12 – 15 de septiembre          | Tormenta tropical                          | 75 (45)             | 999               | 1.6475  | Topolobampo, Sinaloa, México | 14 de septiembre | 65 (40)         | Ninguno                 | 2       |
| John                    | 22 – 27 de septiembre          | Huracán categoría 3                        | 195 (120)           | 956               | 5.5725  | Marquelia, Guerrero, México  | 24 de septiembre | 195 (120)       | $2.5 mil millones       | 29      |
| John                    | 22 – 27 de septiembre          | Huracán categoría 3                        | 195 (120)           | 956               | 5.5725  | Aquila, Michoacán, México    | 27 de septiembre | 75 (45)         | $2.5 mil millones       | 29      |
| Sin nombre              | 1 – 3 de octubre               | Tormenta tropical                          | 65 (40)             | 1001              | 0       | Ninguno                      | Ninguno          | Ninguno         | Ninguno                 | 0       |
| Kristy                  | 21 – 27 de octubre             | Huracán categoría 5                        | 260 (160)           | 926               | 20.9975 | Ninguno                      | Ninguno          | Ninguno         | Ninguno                 | 0       |
| Lane                    | 1 – 3 de noviembre             | Tormenta tropical                          | 75 (45)             | 1004              | 0.565   | Ninguno                      | Ninguno          | Ninguno         | Ninguno                 | 0       |
| Catorce-E               | 6 – 7 de noviembre             | Depresión tropical                         | 55 (35)             | 1006              | 0       | Ninguno                      | Ninguno          | Ninguno         | Ninguno                 | 0       |
| Totales de la temporada |                                |                                            |                     |                   |         |                              |                  |                 |                         |         |
| 15 ciclones             | 4 de julio – 7 de noviembre    |                                            | 260 (160)           | 926               | 83.35   | 2                            | 2                | 2               | $2.51 mil millones      | 29      |